# 2. česká národní fotbalová liga
2. česká národní fotbalová liga, zkráceně 2. ČNFL, byla v letech 1981 – 1991 třetí  nejvyšší fotbalová soutěž na území České socialistické republiky (od 6. března 1990 na území České republiky). Byla založena v roce 1981, zanikla v roce 1991 po rozdělení na českou (ČFL) a moravsko-slezskou (MSFL) část.

## Přehled vítězů
Zdroj: 
- 1981/82 – TJ VTŽ Chomutov (sk. A) a TJ Gottwaldov (sk. B)
- 1982/83 – VTJ Tábor (sk. A) a TJ Motorlet Praha (sk. B)
- 1983/84 – TJ Spartak Armaturka Ústí nad Labem (sk. A) a TJ Spartak ZVÚ Hradec Králové (sk. B)
- 1984/85 – VTJ Žatec (sk. A) a TJ Ostroj Opava (sk. B)
- 1985/86 – TJ Slovan Elitex Liberec (sk. A) a TJ JZD Slušovice (sk. B)
- 1986/87 – TJ Spartak Armaturka Ústí nad Labem (sk. A) a TJ Baník Havířov (sk. B)
- 1987/88 – TJ BSS Brandýs nad Labem (sk. A) a TJ KS Brno (sk. B)
- 1988/89 – TJ Poldi SONP Kladno (sk. A) a TJ VCHZ Pardubice (sk. B)
- 1989/90 – TJ Spolana Neratovice (sk. A) a TJ JZD Drnovice (sk. B)
- 1990/91 – FC Švarc Benešov (sk. A) a TJ TŽ Třinec (sk. B)